# Copper (film 1915)
Copper è un cortometraggio muto del 1915. Il nome del regista non viene riportato nei credit del film che è interpretato da Violet Mersereau, William Garwood e Brinsley Shaw.

## Produzione
Il film fu prodotto dall'Independent Moving Pictures Co. of America (IMP).

## Distribuzione
Distribuito dall'Universal Film Manufacturing Company, il film - un cortometraggio in due bobine - uscì nelle sale cinematografiche USA il 9 luglio 1915.